# 鮑勃·克勞
鮑勃·克勞（英語：Robert Crow；1961年6月13日—2014年3月11日）是一位英国工会领袖。

## 生平
2002年起担任铁路、海事和运输工人全国联盟总书记直至逝世，他帮助这个协会成为英国发展最快的工会。
2014年，他因为心脏病和动脉瘤，病逝于英国威普大学医院，享年52岁。